# Enoxaparin
Natri enoxaparin là thuốc chống đông máu (làm loãng máu). Thuốc được sử dụng để điều trị và ngăn ngừa huyết khối tĩnh mạch sâu (DVT) và thuyên tắc phổi (PE) kể cả trong khi mang thai và sau một số loại phẫu thuật. Chúng cũng được sử dụng ở những người có hội chứng mạch vành cấp tính (ACS) và các cơn đau tim. Thuốc được tiêm theo hai con đường là tiêm dưới da hoặc vào tĩnh mạch. Ngoài ra còn có thể sử dụng nhờ máy lọc thận.
Các tác dụng phụ thường gặp bao gồm chảy máu, sốt và sưng chân. Chảy máu có thể nghiêm trọng đặc biệt là ở những người đang vừa trải qua chọc dò thắt lưng. Sử dụng trong khi mang thai dường như an toàn cho em bé. Enoxaparin thuộc họ thuốc heparin có trọng lượng phân tử thấp.
Enoxaparin lần đầu tiên được sản xuất vào năm 1981 và được chấp thuận sử dụng vào năm 1993. [1] Nó nằm trong danh sách các thuốc thiết yếu của Tổ chức Y tế Thế giới, tức là nhóm các loại thuốc hiệu quả và an toàn nhất cần thiết trong một hệ thống y tế. Enoxaparin được bán dưới nhiều tên thương mại và có sẵn dưới dạng thuốc gốc. Chi phí bán buôn ở các nước đang phát triển là khoảng 1,90 đến 10,80 USD mỗi ngày. Tại Hoa Kỳ, chi phí bán buôn là khoảng 14,13 USD mỗi ngày kể từ năm 2016. Enoxaparin được làm từ heparin.